# Myzus boehmeriae
Myzus boehmeriae är en insektsart som beskrevs av Takahashi, R. 1923. Myzus boehmeriae ingår i släktet Myzus och familjen långrörsbladlöss. Inga underarter finns listade i Catalogue of Life.